# La Justice de l'empereur Otton
La Justice de l'empereur Otton est le titre d'un diptyque composé de deux grands panneaux de chêne peints à l'huile par Dieric Bouts dans la première moitié des années 1470 puis achevés par d'autres mains avant 1482.
Commandés en 1468 en tant que tableaux de justice pour l'hôtel de ville de Louvain, les deux tableaux représentent un épisode légendaire de la vie de l'empereur germanique Otton III et sont aujourd’hui conservés au musée Oldmasters de Bruxelles sous les numéros d'inventaires 1447 et 1448.

## Iconographie et description
Le sujet du diptyque est emprunté à un passage de l’Historia lombardica rédigée au XIIIe siècle par Jacques de Voragine et insérée à la fin de sa Légende dorée :
« 
Othon III [...] avait une femme qui voulait se prostituer à un certain comte. Et comme celui-ci se refusait à un tel crime, elle le noircit auprès de l’empereur, qui le fit décapiter sans jugement. Mais le comte, avant de subir sa peine, pria sa femme de prouver son innocence, après sa mort, par l’épreuve du fer rouge.
Un jour donc, la veuve se présenta devant l’empereur avec la tête de son mari et lui demanda de quel châtiment était digne celui qui a mis à mort un innocent. L’empereur lui répondit qu’un tel homme était digne de la mort. Et la veuve : « C’est toi qui es cet homme : car, à la suggestion de ta femme, tu as fait périr mon mari innocent ; et je m’offre à le confirmer par l’épreuve du fer rouge ! » Ce que voyant, l’empereur, stupéfait, se remit entre les mains de cette femme, pour être puni. Mais le pape intervint, et obtint de la veuve, successivement, quatre délais [...]. Alors l’empereur, ayant examiné la cause et reconnu la vérité, ordonna que sa femme fût brûlée vive, et céda à la veuve, pour racheter sa faute, quatre châteaux.
 »
— Jacques de Voragine, La Légende dorée, chap. CLXXVIII

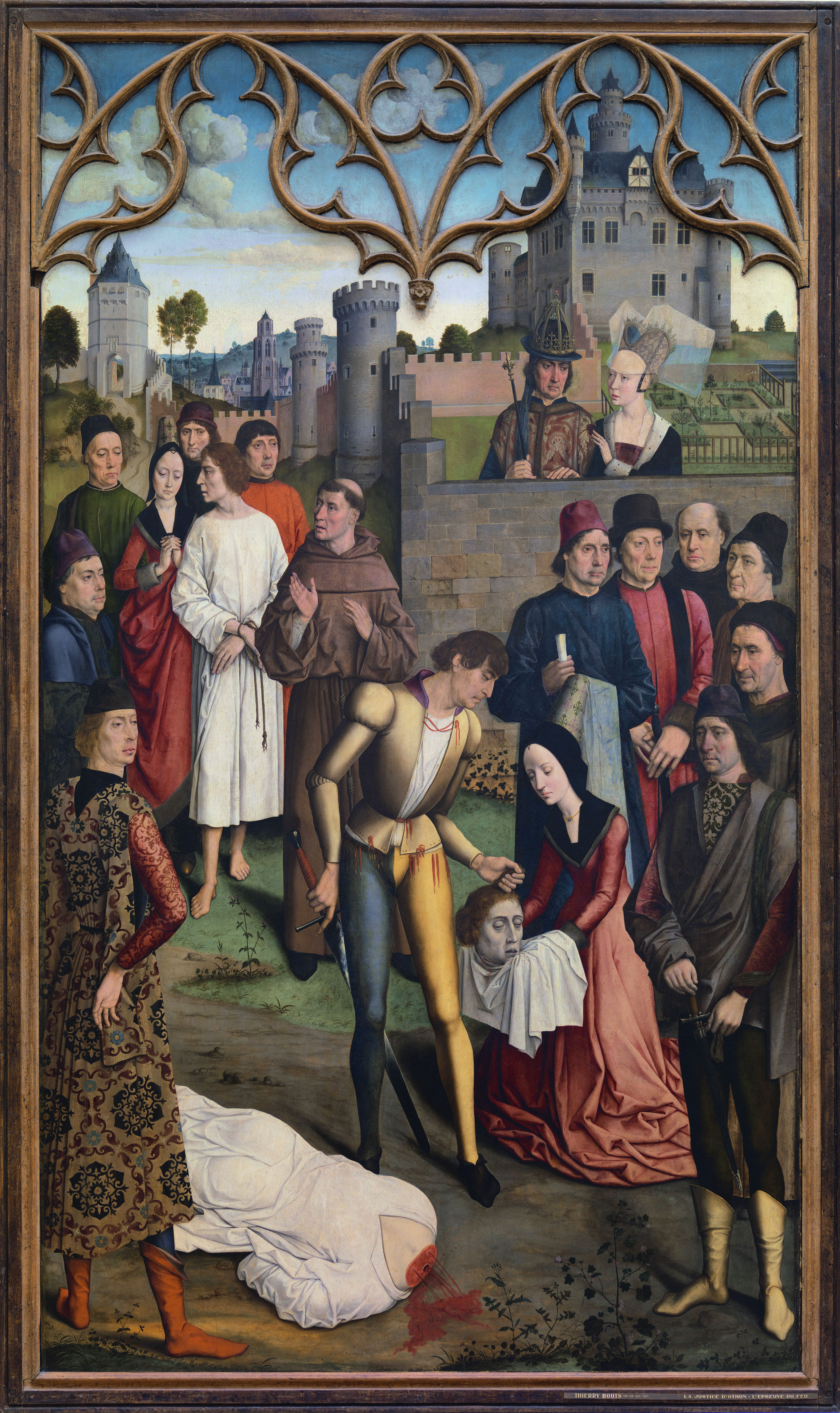
Panneau gauche : Le Supplice du comte innocent
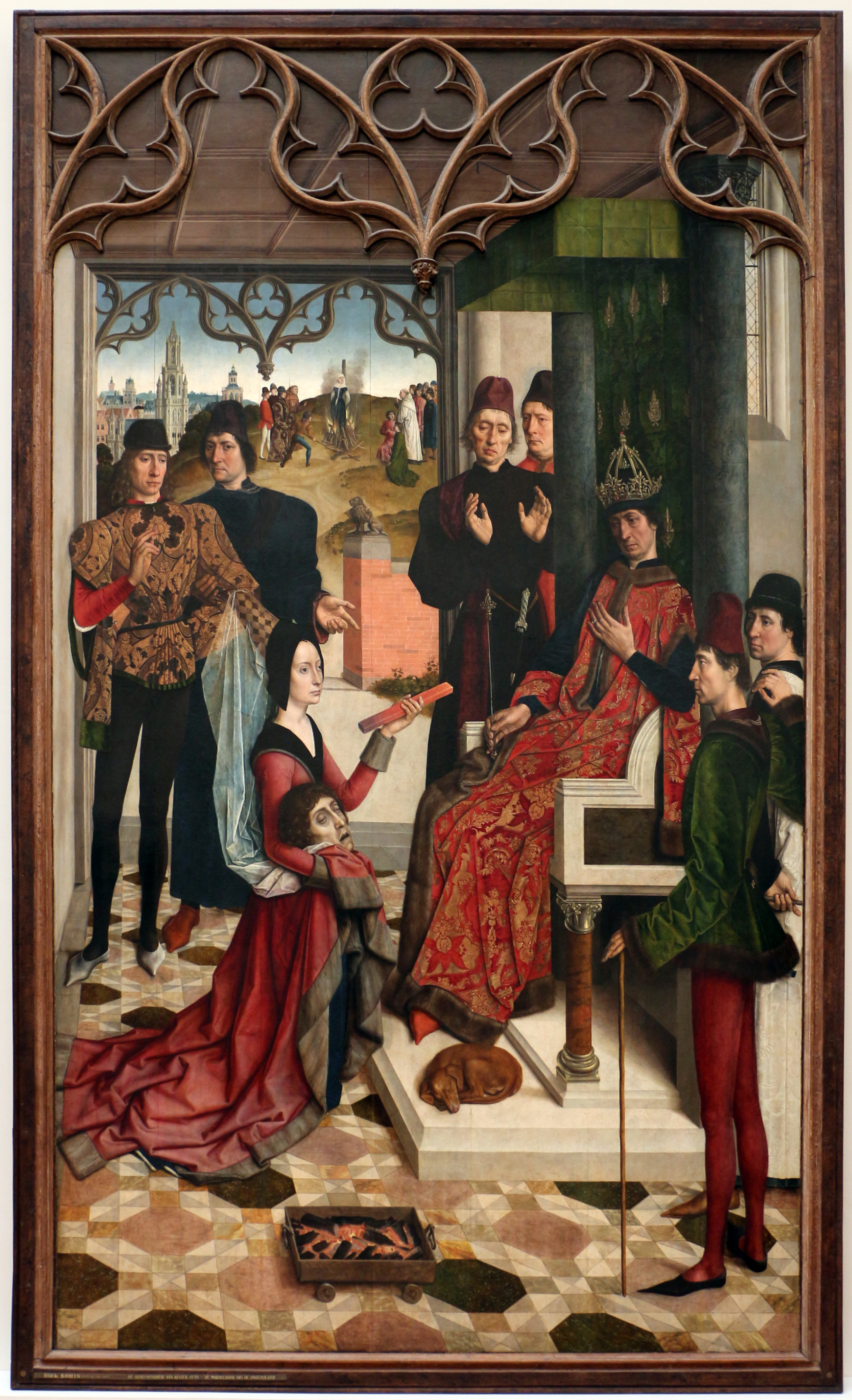
Panneau droit : L’Épreuve du feu

Le premier panneau représente trois scènes de cette légende :
- au troisième plan, à droite, l'empereur écoute sa femme accuser le comte ;
- au second plan, à gauche, le comte est conduit au supplice ;
- au premier plan, le bourreau vient de décapiter le comte, dont il remet la tête à la veuve.

En application de la technique de la narration continue, ces deux dernières scènes ne sont pas nettement séparées et partagent le même espace, ce qui explique que le comte et son épouse soient visibles deux fois sur ce même panneau. Les bâtiments visibles à l'arrière-plan pourraient constituer une vue de Louvain, avec la porte de Malines et le château du Mont-César.
Le second panneau représente les deux derniers épisodes de la légende :
- au premier plan, la veuve, à genoux devant l'empereur et tenant la tête de son mari, subit avec succès l'ordalie du fer rouge ;
- en arrière-plan, la femme de l'empereur est brûlée vive sur un bûcher.

Détails du panneau droit (L’Épreuve du feu)
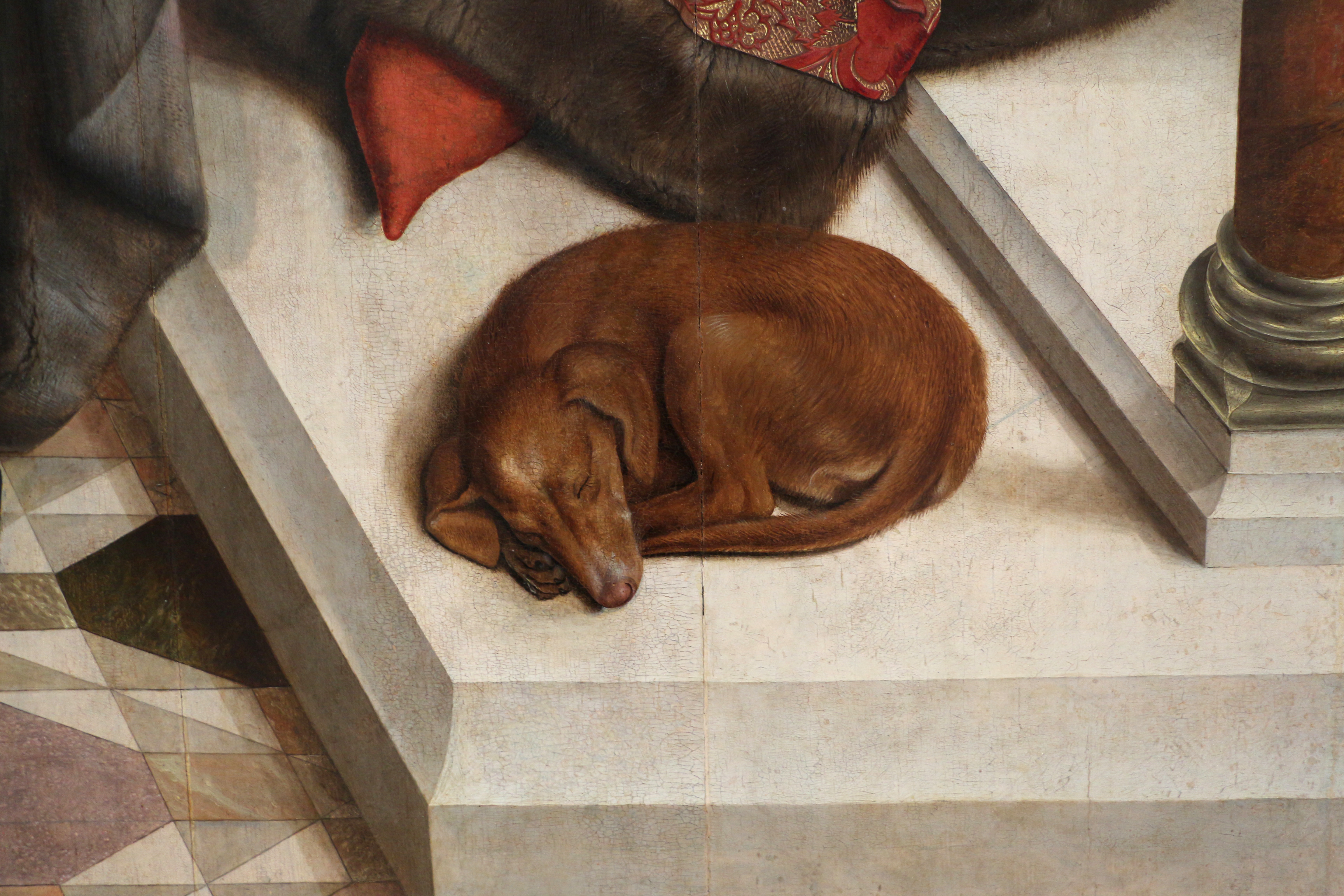
Chien endormi aux pieds de l'empereur.
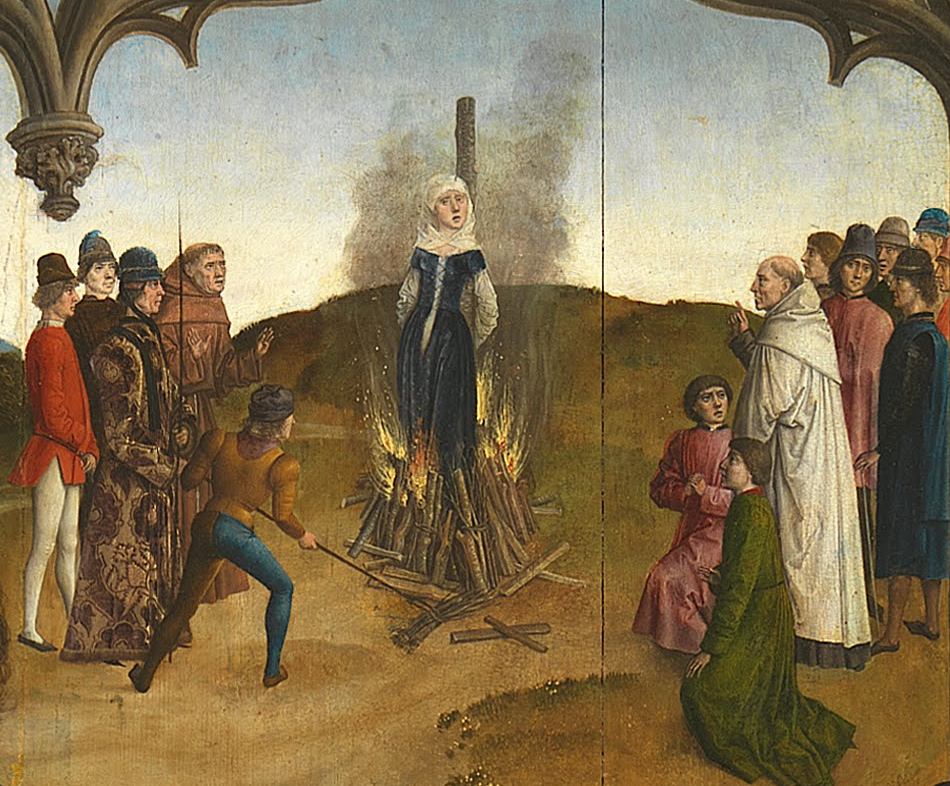
La femme de l'empereur brûlée vive sur le bûcher.
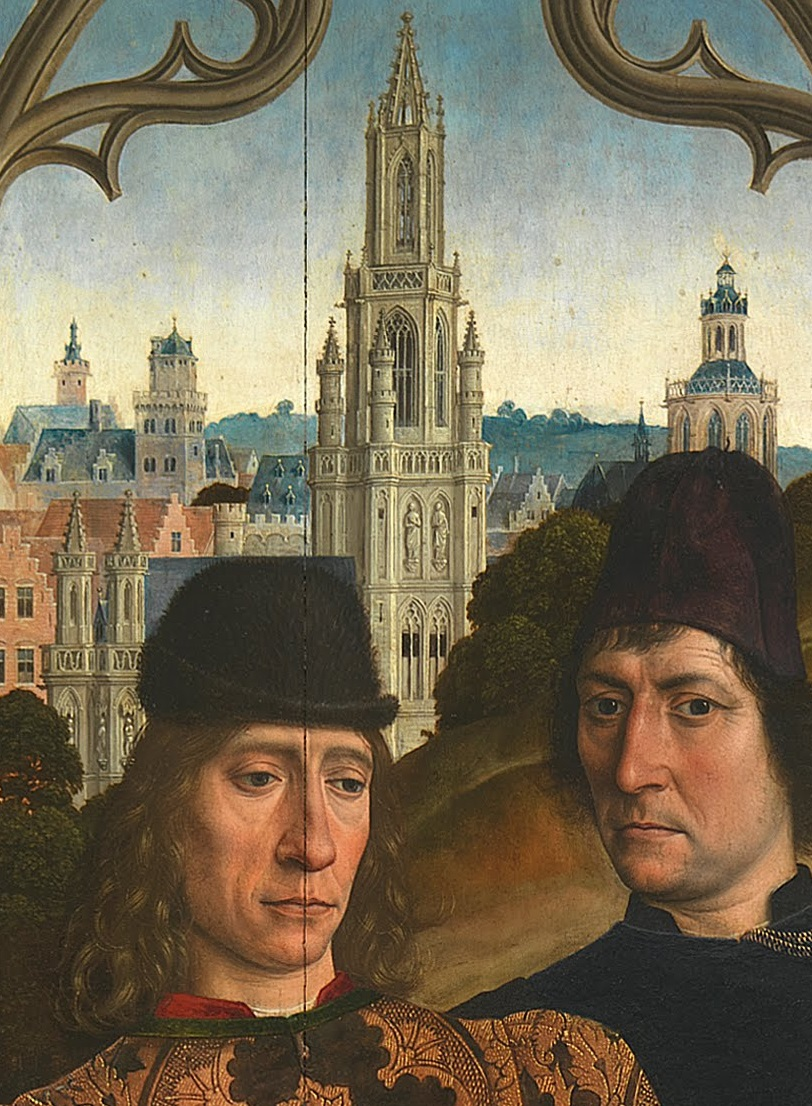
Portraits et paysage urbain.
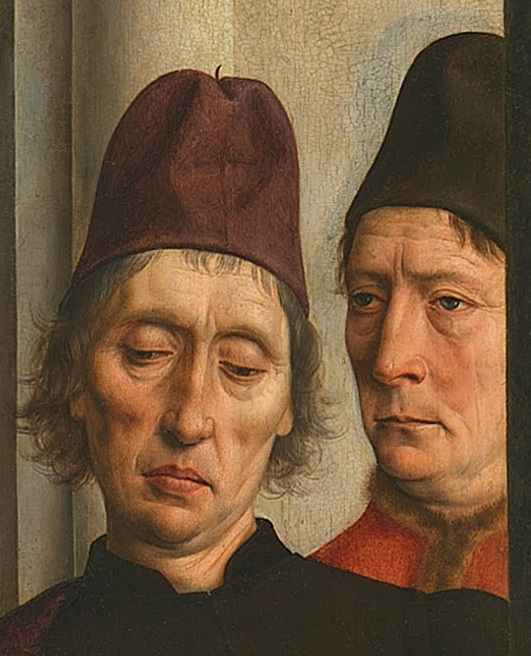
Portraits (autoportrait présumé à droite)[3].

Outre les deux couples, ainsi que des bourreaux et des moines, plusieurs autres personnages habillés à la mode des années 1470 assistent à ces différentes scènes. L'individualisation de leurs traits suggère qu'il pourrait s'agir de portraits de contemporains de Bouts, comme par exemples les magistrats de Louvain commanditaires de l’œuvre. L'un de ces personnages pourrait même être un autoportrait de l'artiste.
Les tableaux ont conservé leurs cadres d'origine, dont les remplages gothiques font écho à ceux peints par Bouts à l'arrière-plan du panneau de L’Épreuve du feu.

## Histoire

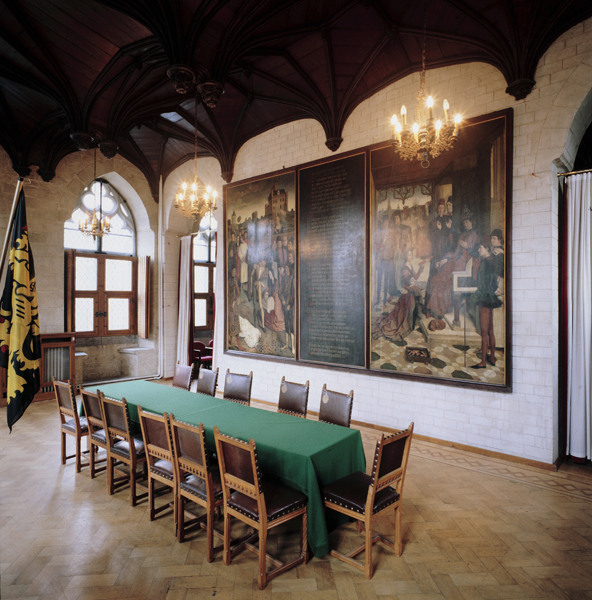
Copie de La Justice d'Otton par Franz Meerts (1889-1890) dans la salle des échevins de l'hôtel de ville de Louvain.

### À Louvain, du XVeau XIXesiècle
La Justice de l'empereur Otton fait partie des rares œuvres du XVe siècle dont la genèse est très bien documentée par les archives.
Le 20 mai 1468, le peintre Dieric Bouts, qui vient alors d'achever le prestigieux Polyptyque du Saint-Sacrement, est chargé par la ville de Louvain de réaliser un petit triptyque représentant un Jugement dernier (dont les panneaux latéraux pourraient être L'Ascension des élus et La Chute des damnés conservés au Palais des Beaux-Arts de Lille) ainsi que « quatre pièces d'un grand tableau de portraiture et de peinture » dont le programme iconographique a été élaboré par un théologien augustinin, Jan van Haeght. Dès l'année précédente, un menuisier, Reyneren Skocx (ou Renier Cocx), avait été mandaté à Anvers afin d'y acheter les panneaux de bois nécessaires.
La commande initiale d'une œuvre en quatre parties nous permet de supposer que les échevins louvanistes souhaitaient des tableaux comparables aux quatre grands panneaux de Rogier van der Weyden qui ornaient alors l'hôtel de ville de Bruxelles. Représentant La Justice de Trajan et La Justice d'Herkenbald, ils illustraient également des légendes médiévales servant d'exempla iustitiæ chargées de rappeler aux échevins leur devoir d'impartialité.
La ville fournit le premier panneau à l'artiste entre le 1er novembre de l'année 1470 et le 31 janvier de l'année suivante. Après la livraison et le paiement du panneau de L’Épreuve du feu, le 25 juin 1473, Bouts s’attèle à la réalisation du panneau représentant la décapitation du comte. Il meurt cependant en 1475, laissant l’œuvre inachevée. Après une expertise confiée à Hugo van der Goes, les sommes restant dues sont versées à la veuve de Bouts, tandis qu'un ou plusieurs artistes de l'atelier du maître sont chargés de terminer le panneau du Supplice de l'innocent, qui est finalement livré en février 1482. Le peintre ou les peintres responsables de l'achèvement de l’œuvre ne sont pas mentionnés dans les documents d'archives mais le nom de l'artiste allemand Hinrik Funhof a été avancé en 1918 par Carl Georg Heise (en) sur la base d'arguments stylistiques. Lors de cet achèvement, aucune modification n'a été apportée par rapport au dessin sous-jacent.
Accrochés dans la salle d'audience de la cour de justice siégeant au premier étage de l'hôtel de ville de Louvain, les deux grands panneaux sont restaurés une première fois en 1543 par le peintre de la ville, Jan Willems (en), puis une seconde fois en 1628-1629 par le peintre bruxellois David Noveliers. En 1578, un texte explicatif en 44 vers composé par Henri de Muyser, poète de la chambre de rhétorique « La Rose », est affiché à côté des tableaux.

### Du XIXesiècle à nos jours
Au début du XIXe siècle, les deux panneaux « sont dans un état déplorable de dégradation et de délabrement » selon le baron Keverberg de Kessel, qui les attribue à Hans Memling, suivant en cela l'opinion du directeur de l'Académie de dessin de Louvain, Geets.
En 1826, le marchand d'art Christianus Johannes Nieuwenhuys (d) signale l'existence des panneaux au prince d'Orange, futur Guillaume II, fils du roi Guillaume Ier des Pays-Bas. La municipalité de Louvain, alors en quête des fonds nécessaires à la reconstruction du bâtiment dit de la Table-Ronde (Tafelrond) situé à côté de l'hôtel de ville, accepte de céder les deux tableaux. Le 13 avril 1827, le roi les acquiert ainsi pour 10 000 florins afin d'en faire don à son fils. Restaurés sous la direction de Nieuwenhuys, les panneaux sont accrochés dans le palais bruxellois du prince. Quelques années plus tard, ils sont correctement réattribués à Bouts grâce aux documents redécouverts vers 1829 par Joseph Bernard Cannaert et Liévin de Bast.

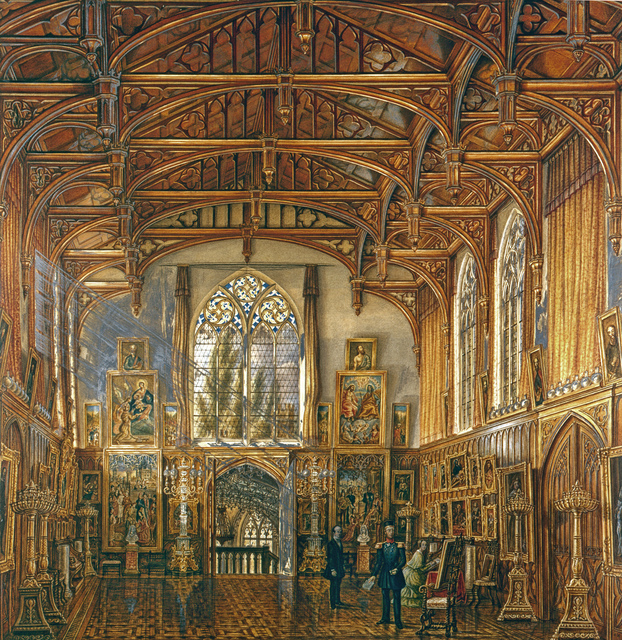
Les deux panneaux accrochés dans la galerie néogothique du palais Kneuterdijk de La Haye (aquarelle d'Augustus Wijnantz, 1846).

Mis sous séquestre après la révolution belge de 1830, ils sont restitués à Guillaume II dix ans plus tard et quittent ainsi Bruxelles pour La Haye, où le roi les installe dans un hall néogothique édifié à l'arrière du palais Kneuterdijk en 1842.
Mis en vente à la suite de la mort de Guillaume II, ils sont adjugés en 1851 au prix de 9000 florins à M. Brondgeest, agissant pour le compte de la reine-mère. Rachetés en 1856 par Nieuwenhuys pour seulement 8000 florins, ils sont vendus le 5 février 1861 à l’État belge pour une somme de 31 000 francs incluant également le portrait d'Antoine de Bourgogne par Van der Weyden. Ils rejoignent alors les collections des musées royaux des Beaux-Arts de Belgique.
Une restauration réalisée en 1957 a permis de supprimer les surpeints dus aux interventions effectuées depuis le XVIe siècle. Une plante avait notamment été peinte par-dessus la blessure sanguinolente du corps décapité du comte. Cet ajout est toujours visible sur la copie de l’œuvre réalisée par Franz Meerts en 1889-1890 à l'occasion de la restauration de l'hôtel de ville de Louvain, dont elle orne la salle dite des échevins.